# Sénévol
Un sénévol - ou sénevol - est un hétéroside dont l'aglycone est le soufre. L'hétéroside soufré est responsable de la saveur âcre et piquante des légumes de la famille des Brassicacées : Crucifères, Liliacées et Tropaéolacées.
Les sénévols exercent une action anti-bactérienne. Goitrogènes, les sénévols inhibent le métabolisme de l'iode dans la thyroïde. Ils sont donc déconseillés à l'état frais aux personnes souffrant de troubles de la thyroïde. En cas d'usage abusif, les sénévols peuvent engendrer des brûlures gastriques.
Plantes à sénévols :
- les Crucifères : l'alliaire, la bourse à pasteur, le chou, le cresson, l'herbe aux chantres, la moutarde noire, le radis noir, le raifort, etc. ;
- les Liliacées : l'ail, l'ail des ours, l'aloès, le fragon petit houx, l'oignon ;
- les Tropaéolacées : la capucine.